# Auguste Danse
Auguste Michel Danse (Brussel, 13 juli 1829 – Ukkel, 2 augustus 1929) was een Belgisch kunstschilder, tekenaar, graveur en etser.

## Levensloop
Danse was een zoon van de Brusselse koopman Mathieu-Joseph Danse. Op jonge leeftijd schreef Danse zich in aan de Koninklijke Academie voor Schone Kunsten van Brussel en volgde er schilderkunst bij François-Joseph Navez. Aan de graveerschool volgde hij graveerkunst bij Luigi Calamatta die hem sterk zou beïnvloeden. Zijn medeleerlingen bij Calamatta waren Charles Degroux en Jean-Baptiste Meunier, de oudere broer van Constantin Meunier. De eerste jaren trokken ze regelmatig met elkaar op.
Danse trad in dienst van Jacob Wiener waarvoor hij medailles graveerde. In 1851 kreeg hij de opdracht van de Koninklijke Academie van België om een reeks portretten te graveren als illustratie bij een aantal biografieën. Om de kost te kunnen verdienen ontwierp Danse eveneens glasramen, speelkaarten en werkte hij lange tijd in de textielfabrieken van de familie De Hemptinne in Gent waar hij de kopercilinders graveerde. Tijdens de Amerikaanse Burgeroorlog stokte de aanvoer van katoen en hij verloor zijn werk. Vanaf dan legde Danse zich volledig toe op het graveren en vervaardigde hij gravures van werken van oude meesters zoals Antoon van Dyck, Peter Paul Rubens, Jacob Jordaens, Rogier van der Weyden, Quinten Metsys, Bernard van Orley en Hans Memling. 
In 1871 werd Danse benoemd tot tekenleraar aan de kunstacademie van Bergen. Ondertussen had hij zich ook de techniek van het etsen eigen gemaakt. Op initiatief van Danse werd in Bergen in 1882 een graveerschool opgericht. Hij bleef er docent tot aan zijn pensioen in 1897. Zijn belangrijkste leerling was Louis Greuze, die hem ook zou opvolgen.

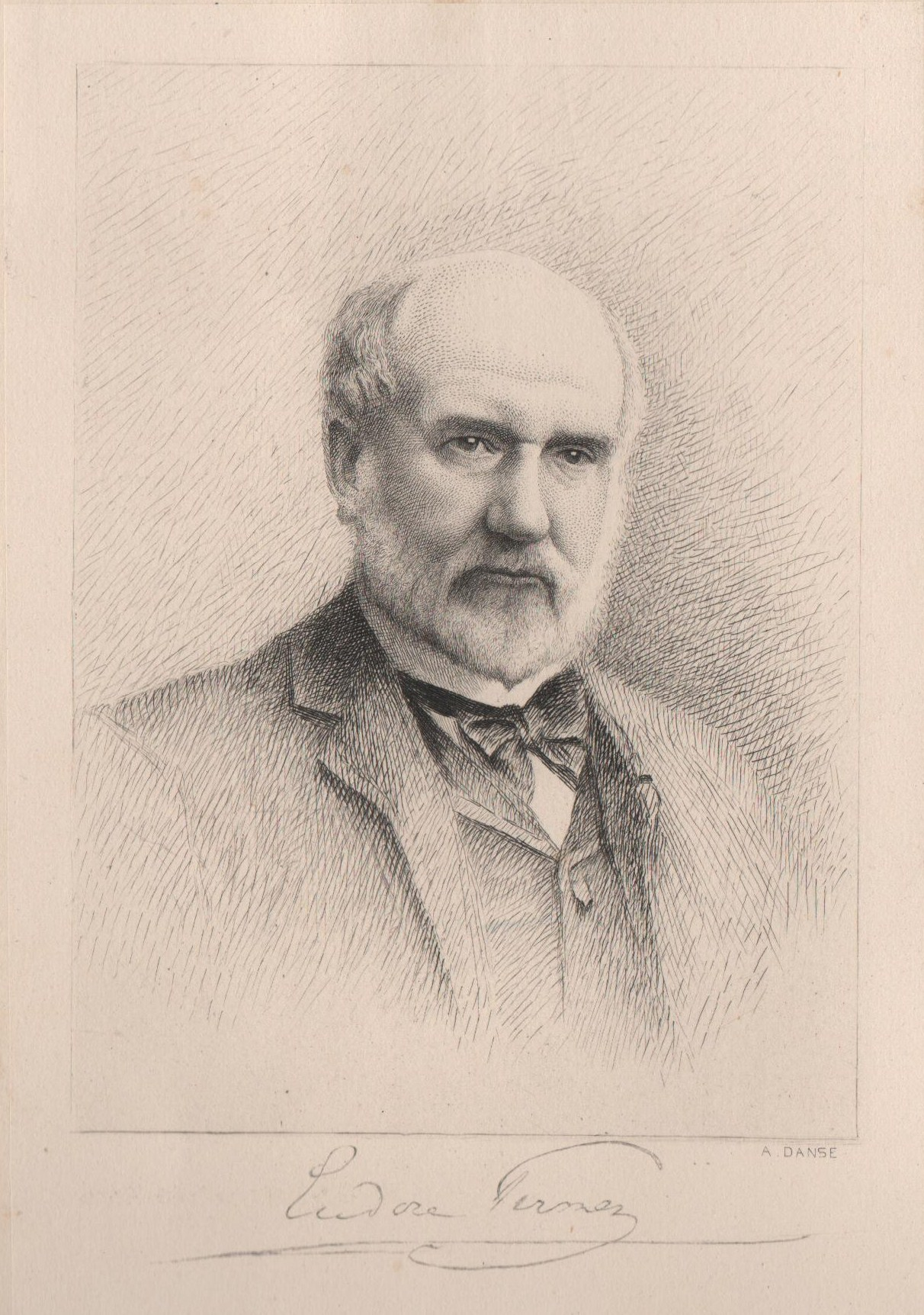
Portret van Eudore Pirmez (1893)

Danse was in de jaren 1883-1884 lid van de Cercle des Aquarellistes et des Aquafortistes Belges. Op de wereldtentoonstellingen van Parijs van 1889 en 1900 won hij telkens een zilveren medaille.
Vanaf het begin van de twintigste eeuw legde Danse zich meer toe op de schilderkunst en vervaardigde een aantal marines en landschappen. Voor de Belgische koninklijke familie graveerde Danse in 1903 een reeks portretten. Datzelfde jaar werd hij correspondent van de Koninklijke Academie van België en twee jaar later werd hij lid van de academie. Vanaf 1906 was hij lid van de kunstenaarsvereniging L'Estampe waarvan zijn schoonzoon Robert Sand secretaris was. In 1910 nam hij deel aan de Wereldtentoonstelling van 1910 te Brussel.
Danse bleef actief tot in 1911. In dat jaar organiseerde de Brusselse Cercle Artistique et Littéraire een overzichtstentoonstelling van zijn werk; in 1920 volgde nog een tweede retrospectieve (samen met Jehan Frison).
Danse stierf 14 dagen na zijn honderdste verjaardag in zijn woonplaats Ukkel. Een straat in de gemeente werd naar hem vernoemd. Een aantal van zijn werken wordt bewaard in het prentenkabinet van de Koninklijke Bibliotheek en van enkele universiteiten. Zijn belangrijkste leerlingen waren Paul Craps en Elisabeth Wesmael.

## Familie
Danse was gehuwd met Adèle, de zus van Jean-Baptiste en Constantin Meunier. Zij kregen twee dochters die beiden als kunstenaar in zijn voetsporen zouden treden. De oudste, Louise (1865-1948), huwde met uitgever Robert Sand (1876-1936) terwijl de jongste, Marie (1866-1942) huwde met politicus Jules Destrée die in 1919 minister van Kunsten en Wetenschappen zou worden.